# Echinozoa
Echinozoa là một phân ngành của động vật da gai sống tự do. Các loài Echinozoa không có tay, chân hoặc các phần phụ khác và không phải lúc nào cũng có cấu trúc hình gai. Hai lớp còn tồn tại của chúng là nhím biển (cầu gai) và hải sâm.